# Środowisko sedymentacyjne
Środowisko sedymentacyjne – ogół warunków fizykochemicznych w basenie sedymentacyjnym, w jakich powstaje dana skała osadowa lub ich zespół.
Wyróżnia się środowiska sedymentacyjne lądowe i morskie. Wśród tych pierwszych z kolei środowiska: rzeczne (różne rodzaje), jeziorne, bagienne, pustynne itd., a wśród drugich: głębokomorskie, płytkomorskie, rafowe, lagunowe, plażowe itd. Wyróżnia się też różne środowiska ze względu na sposób transportu materiału i jego sedymentacji – wodne, eoliczne.
Nawet przy niewielkiej zmianie środowiska sedymentacji może powstać zupełnie odmienna skała. Na przykład zmiana temperatury w basenie rzędu pół stopnia Celsjusza może doprowadzić do wielkich zmian wśród organizmów żywych i w efekcie tworzy się inna skała.